# Oligowithius
Genre
Oligowithius est un genre de pseudoscorpions de la famille des Withiidae.

## Distribution
Les espèces de ce genre se rencontrent au Venezuela et en Colombie.

## Liste des espèces
Selon Pseudoscorpions of the World (version 3.0) :
- Oligowithius abnormis (Beier, 1936)

et décrite depuis :
- Oligowithius achagua Romero-Ortiz, Sarmiento & Harvey, 2023

## Systématique et taxinomie
Ce genre a été décrit par Beier en 1936 comme un sous-genre de Dolichowithius. Il est élevé au rang de genre par Romero-Ortiz, Sarmiento et Harvey en 2023.

## Publication originale
- Beier, 1936 : « Zoologische Ergebnisse einer Reise nach Bonaire, Curaçao und Aruba im Jahre 1930. No. 21. Einige neue neotropische Pseudoscorpione. » Zoologische Jahrbücher, Abteilung für Systematik, Ökologie und Geographie der Tiere, vol. 67, p. 443-447.